# Asociación Deportiva Huracán (Las Palmas)
Asociación Deportiva Huracán es un club de la ciudad de Las Palmas de Gran Canaria, España. Más concretamente del barrio de Schamann, por lo que también se le conoce como At.Schamann. Fue fundado en el año 1980. Actualmente no tiene equipo sénior, pero mantiene el fútbol base, el cual milita en la División de Honor Juvenil Grupo 6. La Tercera División es la máxima categoría que ha alcanzado y en la que ha jugado siete temporadas. Sus partidos como local los juega en el Pepe Gonçalvez con capacidad para 3.000 espectadores.

## Historia

### Fundación
La primera Junta Directiva Fundacional, estaba formada:
Presidente D. Francisco del Pino Díaz
Vicepresidente D. J. Manuel Darías Acosta
Secretario D. Olegario Trujillo Delgado
Tesorero D. Lorenzo Guersi Llabres
Vocal Dª Olga Cabrera Santana
Vocal Dª Josefina Durán Bueno
Vocal D. Ángel García López
Vocal D. Francisco Grimón García
Vocal D. Rafael González Rosales

El Sr. Del Pino Díaz, fue el primer entrenador del equipo inscrito federativamente perteneciente a la categoría de Alevín, y su primer partido oficial que disputó la A.D. Huracán, fue en el campo de la Piscina de la Isleta, contra el C.D. Gran Canaria con el resultado adverso de 0-11, en la temporada 1980/1981.
Los objetivos fundacionales que pretendía la A.D. Huracán eran para realizar un trabajo más social que deportivo, con una labor sacrificada, tanto familiar, económica etc. De todos lo que componían la entidad, como técnicos, colaboradores y directivos. La A.D. Huracán actualmente es un club perfectamente estructurado, para que generaciones futuras puedan formarse deportivamente, socialmente y tener una juventud sana.
En la temporada 1986/87 y entrenados por D. Manuel Hernández el Huracán asciende a la categoría primera de juveniles, en la temporada siguiente el equipo de categoría Alevín se proclama campeón de su categoría, el transcurrir de las temporadas con un trabajo planificado, arduo y laborioso, nuestro club fue creciendo deportivamente y socialmente. consolidándose como una de las cadenas de fútbol base más importantes de Canarias.
El 29 de febrero de 1988 fue un día importante para nuestra organización, nuestros jugadores Enrique Torres Melían, José Ojeda Sarmiento (José Ojeda), Antonio Segura Robaina (Toni Robaina) y Alexis del Rosario Dámaso eran convocados para asistir a un entrenamiento con la selección española infantil.
Ese mismo año, junto con el Santoni, el Huracán era el único equipo que sobrepasaba de los cien goles conseguido en competición oficial.
La temporada 91/92 se consiguió el primer hito histórico, el equipo juvenil entrenado por Manolín "el Mantequilla" participó en la denominada Superliga Sub-19, enfrentándose al FC Barcelona, Real Madrid CF, Atl. Madrid, Athletic Bilbao etc., la A.D.Huracán era el único equipo independiente no perteneciente a la liga de Fútbol profesional que participaba en esa competición. Su debut no pudo ser mejor, lograba vencer al Real Valladolid por 1-0, con gol de Monsi en el minuto 85, tras rematar un centro de su compañero Óliver.
Aquella primera alineación histórica del club, estaba compuesta por: Javi, Héctor, José Ojeda, Chiqui, Pulido, Óliver, Monsi, Gordillo, Luzardo, Toni Borrego y Quico, también jugaron Nicolás y Alexis.
En nuestra entidad deportiva han militado jugadores que han llegado a cotas importantes en el mundo profesional y semiprofesional, como José Ojeda, Francis Santana (Universidad Las Palmas de G.C.); Toni Robaina (U. D. Las Palmas, C.D. Tenerife);Jonhny (Playa de Jandia, Vecindario "B" ) Ángel Sánchez y Orlando Quintana (U. D. Las Palmas) etc., y tantos otros jugadores que se encuentran actualmente en diferentes categorías de Tercer División, Preferente etc.
Tras la dimisión el 6 de junio de 1992 de D. Francisco Del Pino Díaz, llegó a la presidencia D. Joaquín Fernández Gallego, que logró continuar con la filosofía inicial del club de trabajo formativo, logrando en la temporada 1992/1993 otro hito histórico al lograr sus equipos los títulos en todas las categorías de base.
Con fecha 20 de noviembre de 1997, D. Joaquín Fernández Gallego, presentó su dimisión por motivos familiares, accediendo a la Presidencia D. José Ramón Navarro Granados, que ha sabido dotar a la entidad de una estructura deportiva e institucional acorde a los nuevos tiempos, incorporándose el 11 de mayo de 1999 D. Antonio Dumpiérrez Cabeza como Director Técnico.
El 5 de marzo de 1999 por acuerdo de la Junta Directiva se pasó a denominar nuestro Torneo de categoría Juvenil que se disputa anualmente al inicio de cada temporada, en recuerdo de nuestro jugador fallecido David García Rodríguez.

### Nuevo Siglo
En la temporada 1999/2000 nuestro equipo de categoría juvenil División de Honor se proclama subcampeón de liga, dando derecho a participar en la copa de S.M. el Rey, enfrentándose con el Real Madrid C. F. con el resultado de 1-1 en el Pepe Gonçalvez, jugando a la semana siguiente el partido de vuelta, en la Ciudad Deportiva del Real Madrid C. F. con el resultado a favor de este equipo por 5-4.
Nuestro equipo de categoría regional en la temporada 2001/2002, logró por primera vez el ascenso a la categoría de tercera división nacional, siendo su entrenador Pipo Salamanca, cimentado con una base fuerte de nuestra cadena de jugadores, que por su estructura pronto ha sido reconocida como de las más organizadas.
En la temporada 2002/2003 nuestro jugador David González Borges, ficha por la U. D. Las Palmas, como así mismo en la actual temporada 2004/2005 nuestro jugador de categoría Alevín José Peña Mañé ha fichado por el FC Barcelona.
En tres temporadas, desde la 1999/2000, pasaron de 2.ª regional entrenados por Boro Rodríguez y posteriormente a partir de la categoría primera regional dirigido por Pipo Salamanca ascendiendo consecutivamente, hasta la antesala del fútbol profersional, 3.ª división, de la que descendió esa misma temporada, para ascender nuevamente en la actual temporada 2003/2004 después de su paso por la categoría regional preferente una año y proclamarse campeón de dicha categoría.
En la temporada 2002/2003 nuestro equipo de cadete preferente se proclama campeón de Canarias, acudiendo a los campeonatos de España, a la primera fase celebrada en Santander y haberse clasificado para la siguiente fase celebrada en Albacete, consiguiendo el puesto octavo a nivel nacional.
En la temporada 2007/2008 nuestros jugadores Enrique Castaño y Jesé Rodríguez fichan por el Real Madrid Club de Fútbol. Asimismo nuestro jugador Gabriel Izquier ficha por el Real Club Deportivo Mallorca.
Tanto Enrique Castaño como Jesé Rodríguez han jugado defendiendo los colores de la selección española de fútbol en sus categorías sub-16, sub- 17 y Sub-19 en diversos encuentros clasificatorios, siendo este último, incluido en la selección que jugó el Europeo Sub-17 de 2010 realizando un magnífico papel y erigiéndose como referencia a nivel nacional de los jugadores de su edad.

## Uniforme
- Local: Camiseta blanca con una raya roja que cruza el pecho diagonalmente de derecha a izquierda, pantalón y medias blancas.
- Visitante: Camiseta negra con una raya roja que cruza el pecho diagonalmente de derecha a izquierda, pantalón y medias negras.

## Temporadas
| Temporada | División     | Posición | Copa del Rey |
| --------- | ------------ | -------- | ------------ |
| 1988/89   | 2.ª Regional | 11.º     |              |
| 1989/90   | 2.ª Regional | 1º       |              |
| 1990/91   | 1.ª Regional | 4.º      |              |
| 1999/00   | 2.ª Regional | 1º       |              |
| 2000/01   | 1.ª Regional | 1º       |              |
| 2001/02   | Preferente   | 1º       |              |
| 2002/03   | 3.ª División | 20.º     |              |
| 2003/04   | Preferente   | 1º       |              |
| 2004/05   | 3.ª División | 12.º     |              |
| 2005/06   | 3.ª División | 16.º     |              |
| 2006/07   | 3.ª División | 18.º     |              |
| 2007/08   | Preferente   | 1º       |              |
| 2008/09   | 3.ª División | 17.º     |              |
| 2009/10   | 3.ª División | 9.º      |              |

| Temporada | División     | Posición | Copa del Rey |
| --------- | ------------ | -------- | ------------ |
| 2010/11   | 3.ª División | 14.º     |              |
| 2011/12   | Preferente   | 14.º     |              |
| 2012/13   | Preferente   | 17.º     |              |
| 2013/14   | 1.ª Regional | 2.º      |              |
| 2014/15   | Preferente   | 18.°     |              |
| 2015/16   | 1.ª Regional | 5.º      |              |
| 2016/17   | 1.ª Regional | 4.º      |              |
| 2017/18   | 1.ª Regional | 3.º      |              |

- Ascenso.
- Descenso.

### Datos del club
- Temporadas en 3ªDivisión: 7
- Temporadas en Preferente: 6
- Temporadas en 1ªRegional: 6
- Temporadas en 2ªRegional: 3